# أبو الغنائم العباسي
الشَّيخُ الإمام المُعمِّر أبُو الغنائم عبدُ الصَّمد بن عَلِيُّ بن مُحَمد بن الحَسَن بن الفَضْل بن المأمُون العبَّاسِيُّ الهاشِميُّ القُرَشيُّ البَغْداديُّ (376 - 7 شوال 465 هـ / 986 - 1 يُوليو 1073 م) أميرٌ عبَّاسِيّ، وشيخ عائلة ذُريَّة الخليفة العبَّاسي السَّابع عبد الله المأمُون، وشيخ المُحدِّثين في بَغْداد.

## نسبه
هو عبدُ الصَّمد بن عَلِيُّ بن مُحَمد بن الحَسَن بن الفَضْل بن عبدُ الله المأمُون بن هارُون الرَّشيد بن مُحَمد المِهْدِي بن عبد الله المَنْصُور بن مُحَمد بن عَلِيُّ بن عبدِ الله بن العبَّاس بن عبد المُطَّلِب الهاشِميُّ القُرشيُّ.

## شيوخه
سمع أبُو الغنائم الحديث من العالم الدَّارقُطنِيُّ، وعَلِيُّ بن عُمر العسكريُّ، وأبُو النَّصر الملاحِميُّ، وجُدُّهُ، وعبيد الله بن حبابة وغيرهم.

## روى عنه
روى عنهُ عدد من المُحدَّثين، مثل يوسف بن أيُوب الهمدانيُّ، ومُحَمد بن عبد الباقي الفرضيُّ، وأبُو منصور القزَّاز، والحُمَيديُّ، وأبُو النرسي، وأحمد بن ظفر، وأبو الفتح عبد الله بن البيضاوي، وأبُو الفضل محمد بن عمر الأرموي وغيرهم.

## ثناء العلماء عليه
يُعتبر أبُو الغنائم من الثُّقاة في الأحاديث، ومدحهُ عددٌ من المُحدثين، مثل:
- الخَطيبُ البَغْدَادِيُّ: «كان صدُوقًا، كتبتُ عنه».
- أبُو المُظفَّر السَّمعانيُّ: «سألت إسماعيل بن محمد الحافظ عن أبي الغنائم ابن المأمون، فقال : شريف محتشم، ثقة، كثير السماع».

## وفاته
تُوفي أبُو الغنائم في السَّابع عشر من شوَّال سنة 465 هـ / 1 يُوليو 1073 م عن عُمرٍ ناهز 87 عامًا.

### فهرس الوب
1. 1 2 3 4  "إسلام ويب - سير أعلام النبلاء - الطبقة الرابعة والعشرون - ابن المأمون- الجزء رقم18". www.islamweb.net. مؤرشف من الأصل في 2024-03-02. اطلع عليه بتاريخ 2024-03-02.